# Oli d'Olesa
L'oli d'Olesa s'obté de l'olivera Palomar que és un conreu que s'ha adaptat perfectament a les condicions climatològiques i geològiques d'Olesa de Montserrat. Es creu que el conreu d'aquest arbre comença al municipi als segles xi i xii i al llarg del temps esdevé símbol de la vila. Aquesta varietat té una mida mitjana i produeix una oliva que madura i cau aviat, és poc productiva però té una varietat de matisos gustatius. L'oli verge que produeix és ric en àcid oleic i amb poca acidesa. Té un aroma suau, dolç, afruitat mitjà amb notes herbàcies i tocs de fruites madures que contrasten amb una certa amargor i un toc picant. Aquesta qualitat d'oli ha permès que estigui en fase d'estudi de Denominació d'Origen.

## Varietat Palomar o Olesana

### Característiques botàniques
La Palomar, també anomanada Olesana és una varietat de vigor elevat i exigent pel que fa a les condicions de clima i sòls. Els seus esqueixos fàcilment fan arrels. El temps que tarda d'entrar en producció des de la plantació és com la mitjana de les varietats. El moment de la florida és precoç. El pol·len presenta baixa capacitat germinativa. La productivitat és elevada però alternant, afectada pel fenomen de la contranyada. La maduració és precoç i els fruits de pes mitjà, fàcils de recollir mecanitzadament. L'oli té un rendiment en l'extracció elevat i molt bones qualitats organolèptiques i de gran estabilitat.

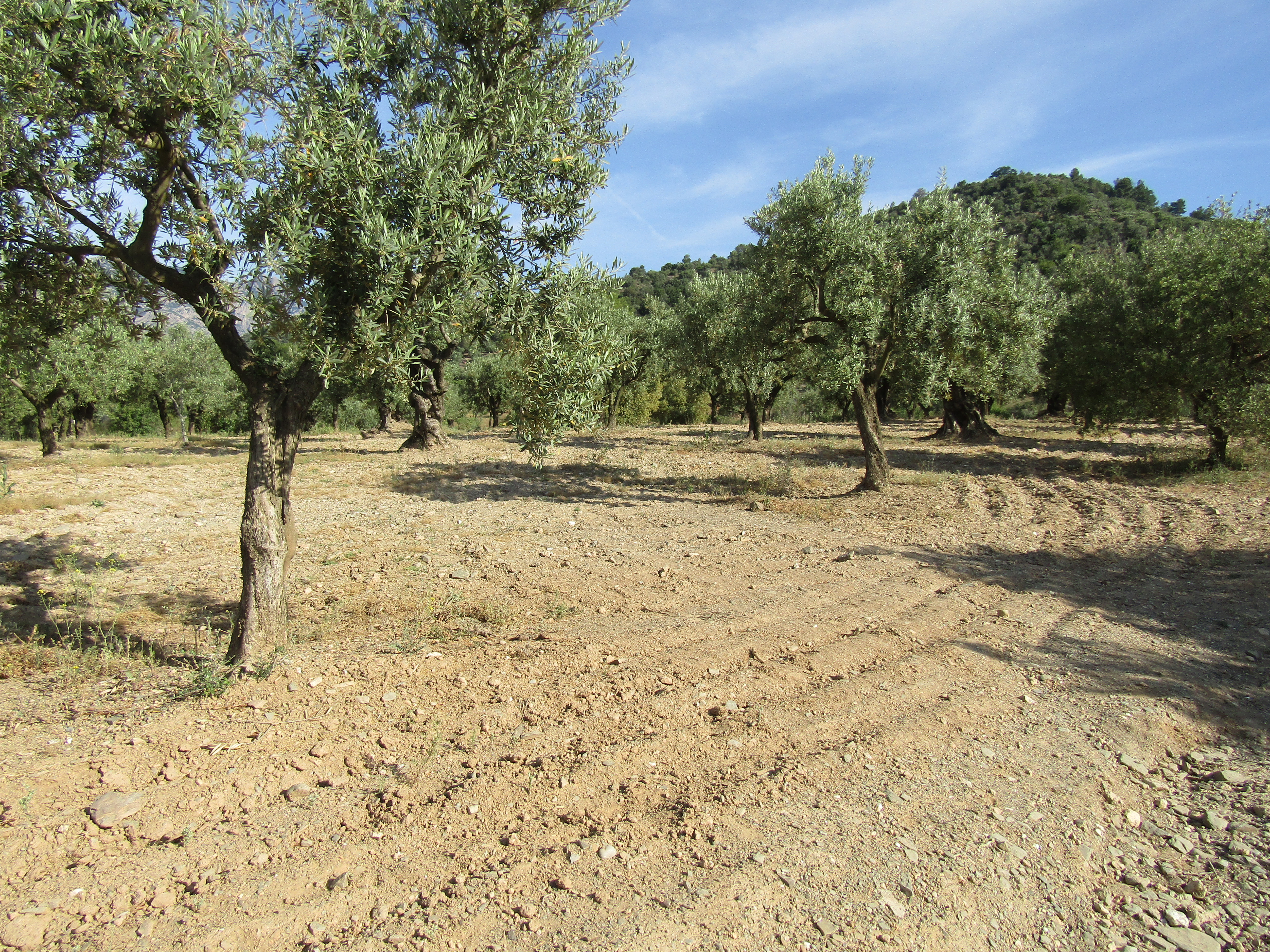
Oliveres Palomar

### Àrea geogràfica
Aquesta varietat d'olivera es endèmica del Montserratí i es pot trobar majoritàriament al municipi d'Olesa de Montserrat. També en trobem a Esparreguera, a El Bruc i a Collbató.

#### Olesa de Montserrat
La major part del cultiu actual de l'olivera es concentra a les planes agrícoles de Can Llimona, al nord del nucli antic de la vila.

### La varietat Palomar en el context rural
A Olesa de Montserrat, fins a inicis del segle xx, la major part del terme municipal era cultivat amb olivera i en alguns casos el cultiu simultani d'olivera i vinya. Amb la Revolució Industrial i el canvi de tendència laboral, la major part dels cultius de muntanya van desaparèixer donant pas al bosc. Durant el segle xix i inicis del segle xx, a causa de l'auge del treball agrícola, es van construir molts marges de pedra seca i també, amb la presència d'olivera, es van construir unes construccions singulars de pedra seca conegudes com la barraca olesana. També, en la postguerra, en uns temps de misèria, molts troncs d'olivera foren espoliats per a ús domèstic, especialment per a l'escalfor i la cuina de les llars més degradades.

### Premis i reconeixements
Aquest oli va guanyar la Medalla d'Or a l'Exposició Internacional de Barcelona del 1929. A la seu de la Fundació Agrícola Olesana es pot trobar un diploma d'aquest fet.

## Molins d'oli d'Olesa de Montserrat
A Olesa de Montserrat, al llarg dels segles, s'hi han establert diferents premses d'oli. Actualment, però, solament resta operativa la Premsa Nova.

### Antics molins d'oli d'Olesa de Montserrat
- Premsa del Castell

Sens dubte, la premsa del Castell fou la primera premsa de la vila. Situada davant de l'actual església.
- Premses de la Clota o del carrer dels Trulls

Montserrat Belloc té una casa amb obrador i trull de fer oli i una peça de terra dita la Clota.
- Premsa dels Pubills Riusechs
- Premsa/obrador d'oli d'en Guillem Bou "el Dolç"

La primera notícia que tenim de l'obrador és una breu nota del 1386 que ens diu que aquest pertany a en Jaume Bou. Eren uns poderosos terratinents.
- Premsa dels Cortada o de la Tenda Vella
- Premsa dels Matas-Coscoll o de la Feliueta
- Premsa dels Sanahuja
- Premsa del Porxo o de cal Puigjaner
- Premsa dels Casals o del Mas Gori
- Premsa de la Font d'en Roure/Cal Casas
- Premsa de cal Freixenet
- Premsa de can Soler
- Premsa de cal Matas
- Premsa de les Filletes
- Premsa de can Carreras
- Premsa d'en Puigventós/ Valls o de ca l'Oleguer

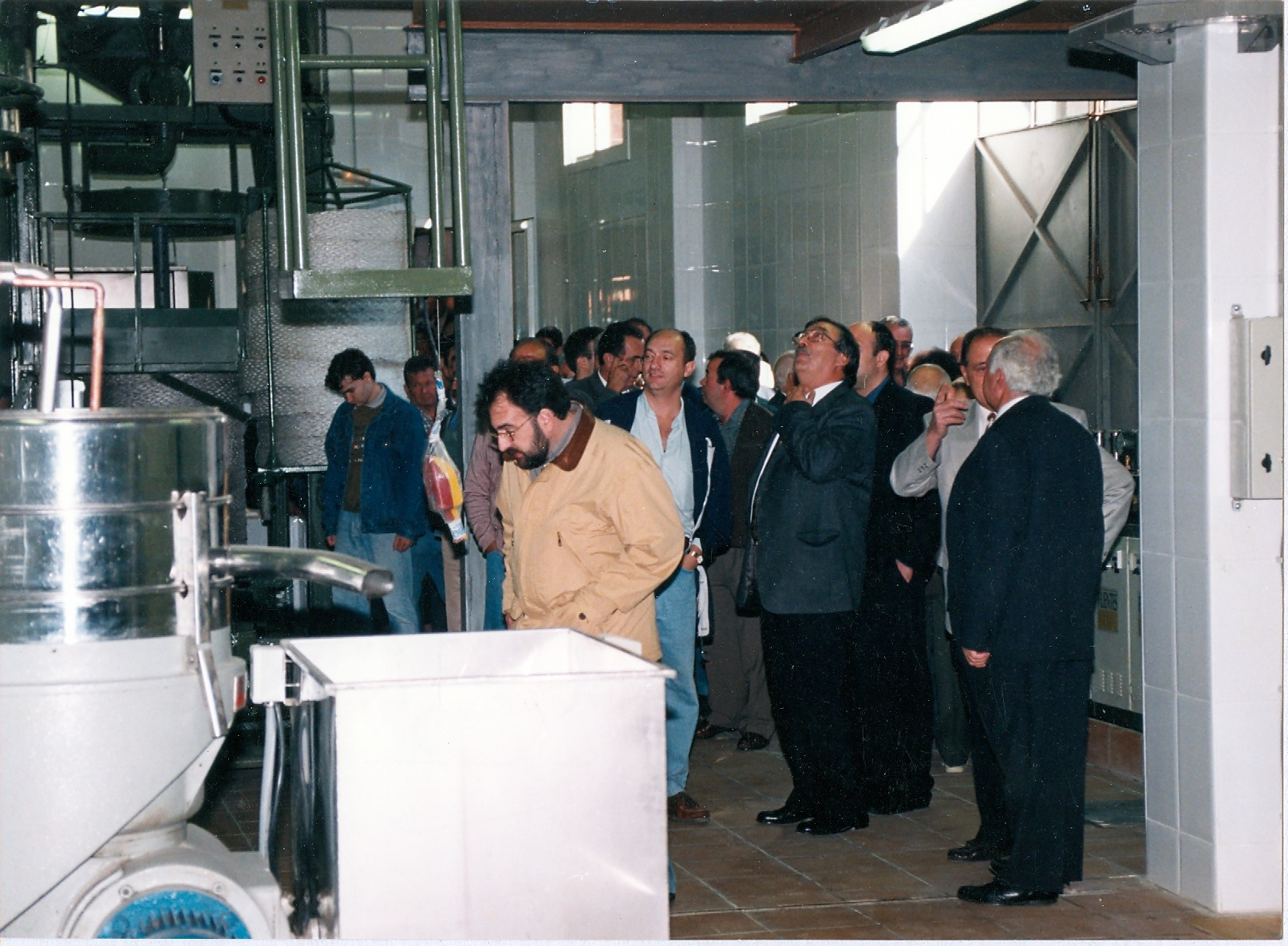
Nova maquinària de la Premsa del Sindicat. Novembre del 1997

- Premsa Nova o premsa del Sindicat

## Fundació Agrícola Olesana
La Fundació Agrícola Olesana es va fundar l'any 1992 com a Fundació Privada a conseqüència de la desaparició de les càmeres agràries formades pels productors locals i que ja gestionaven el molí d'oli. Fins a l'actualitat s'han portat a terme diverses remodelacions del molí per tal d'introduir les noves tecnologies que milloren l'extracció i obtenció de l'oli amb la màxima qualitat.

## L'oli d'Olesa a la literatura
Pèire de Marca o el Baró de Maldà, entre d'altres, n'han escrit amb admiració. Pierre Vilar parla així de l'oli d'Olesa:
| «                                                | L'arbre té (...) els seus llocs preferits, respecte a la superioritat ben establerta de l'oli d'Olesa, als peus de Montserrat, hom no sap què cal atribuir a les qualitats del terreny o a les tradicions d'una bona refinació | » |
| — Pierre Vilar, Catalunya dins l'Espanya Moderna | |   |

En Frederic Soler (a) Serafí Pitarra en recità la següent estrofa:
| «                                          | Per olors o per ximplesa pot haver-n'hi amb més reclam, més per amanir l'enciam no hi ha com oli d'Olesa. | » |
| — Frederic Soler, De tot hi ha a Catalunya | |   |

## Festivitats relacionades amb l'oli a Olesa de Montserrat
Les festivitats eren normalment de caràcter religiós, encara que en algunes d'elles l'aspecte lúdic agafava sovint més importància que la devoció. Evidentment, pensem sobretot en la celebració de la festivitat de Santa Oliva. Però, també n'hi havia d'altres, com ara la festa de la rapa nova el 29 d'abril, dia de Sant Pere.
En arribar el mes de novembre, també arribava l'hora de la collita i amb ella s'encetava tot un seguit de rituals, majoritàriament cants i danses. Una de les que sentien més per la contrada de Montserrat era la cançó de la Calàndria, que s'ha transmès de boca a boca un afegitó paròdia del goig de Sant Salvador adaptat com a corranda.
Sembla indubtable que es tracta d'un vestigi d'alguna cerimònia relacionada amb l'olivera.
El 1929, l'Esbart Olesà, propulsat en els seus inicis pels germans Joaquim i Jaume Valls, amb el mestratge del folklorista Aureli Campmany, es va encarregar de reviure aquesta dansa a casa nostra.

### Santa Oliva de Palerm
Les festes de Santa Oliva de Palem se celebren el dia 10 de juny.
Antigament hi havia la Confraria de Santa Oliva, que s'ocupava de la capelleta i de les celebracions. Avui en dia, s'hi fan ofrenes de flors per part de totes les entitats d'Olesa i la població.

### Festa de la rapa nova
El dia de Sant Pere Màrtir, que s'escau el 29 d'abril, quan les oliveres ja són florides (o plenes de rapa), era costum de beneir el ram de Sant Pere, que naturalment era de l'olivera.
La benedicció dels rams es feia a l'església. Els pagesos duien els rams beneïts als seus oliverars i els lligaven a la branca més alta, per tal que els deslliurés de la pedra i d'altres maltempsades.